# Міжштатна автомагістраль 10
Міжштатна автомагістраль 10 (Interstate 10, I-10) — міжштатна автомагістраль в Сполучених Штатах Америки, довжиною 2460,34 милі, (3959,53 км). Є четвертою за довжиною автомагістраллю США після I-90, I-80 і I-40. Перетинає всі основні міжштатні автомагістралі, що йдуть з півночі на південь, за винятком I-85. Проходить по території восьми штатів. I-10 Є найпівденнішим пересіченим шосе в американській міжштатній системі шосе. Ця автострада є частиною спочатку запланованої мережі, яка була закладена в 1956 році, а її останню ділянку було завершено в 1990 році.
I-10 тягнеться від Тихого океану на державній трасі 1 (SR 1, Pacific Coast Highway) у Санта-Моніці, Каліфорнія, до I-95 у Джексонвіллі, Флорида. Основні міста, з'єднані I-10, включають (із заходу на схід) Лос-Анджелес, Фінікс, Тусон, Лас-Крусес, Ель-Пасо, Сан-Антоніо, Х'юстон, Батон-Руж, Новий Орлеан, Галфпорт, Мобіл, Таллахассі та Джексонвіль. Понад третина її загальної довжини знаходиться в межах штату Техас, де автомагістраль охоплює штат у своїй найбільшій ширині.

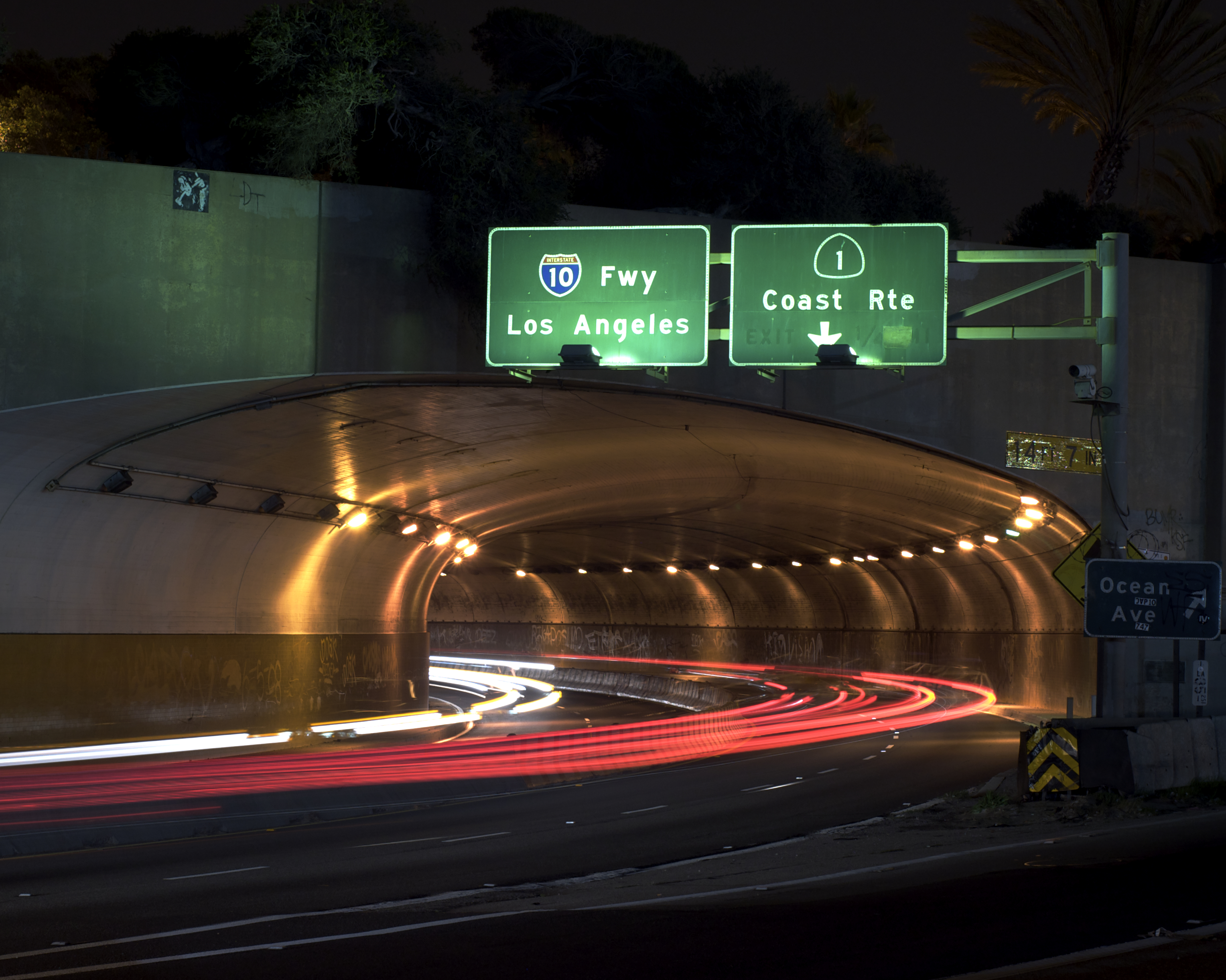
Західний кінець автомагістралі I-10 біля тунелю МакКлюр у Санта-Моніці.

Автострада Сан-Бернардіно в Каліфорнії біля розв'язки з автострадою Онтаріо (I-15)

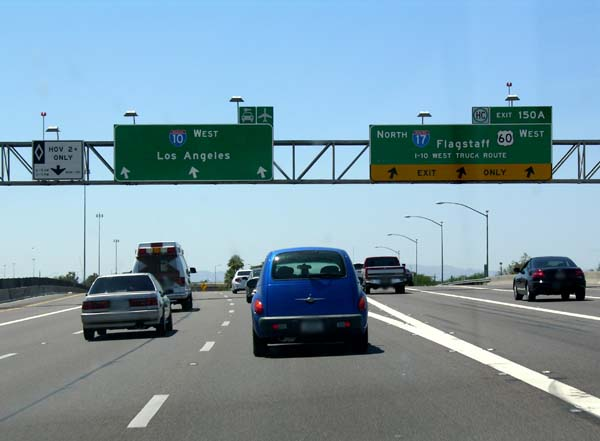
Кінець I-17 на I-10 у Фініксі.

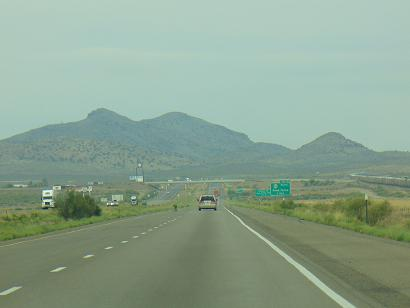
Вид на Лордсбург з US 70 і перехрестя з I-10 у Нью-Мексико.

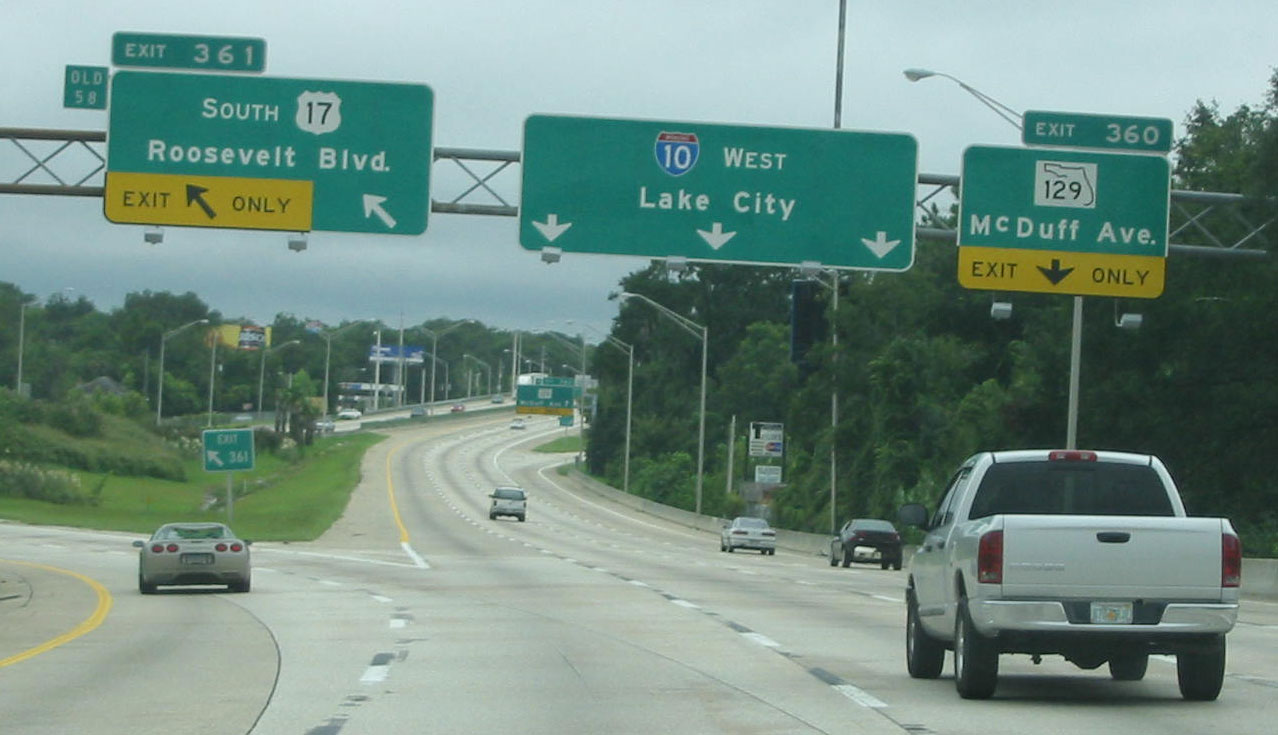
I-10 на захід біля розв'язки на US 17 Альт на південь у Джексонвіллі.

## Опис маршруту

### Каліфорнія
Між західною кінцевою станцією в Санта-Моніці, штат Каліфорнія, та головною розв'язкою Східного Лос-Анджелеса I-10 відома як автострада Санта-Моніка. Автостраду Санта-Моніки також називають автострадою Роза Паркс для сегмента, який починається від I-405 (шосе Сан-Дієго) і закінчується на I-110/SR 110 (шосе Харбор). Відрізок між розв'язкою Східного Лос-Анджелеса та містом Сан-Бернардіно довжиною 63 милі (101 км) називається автострадою Сан-Бернардіно. Для I-10 існують інші назви. Наприклад, знак біля західного кінцевого пункту шосе в Санта-Моніці проголошує це шосе Трансконтинентальним шосе Христофора Колумба.

### Арізона
В Арізоні це шосе називається Меморіальним шосе Перл-Гарбор. Частина, що проходить через Фенікс, називається автострадою Папаго, і це життєво важлива частина системи автомагістралей міста Фенікс. Це дорога починається як Траса штату Арізона 101, біля 99-ї авеню, і продовжується на схід до розв'язки на південний схід від центру міста, яка є кінцевою станцією I-17.
Поруч з Бакай на автомагістралі кожні 0,2 милі (0,32 км) від 112,2 до 110,8 розміщені мильні покажчики з міждержавним щитом і напрямком руху, розміщеними на західних смугах. На смугах у східному напрямку позначки миль від 110,8 до 112,2 не включають щит I‑10 і напрямок руху.
Від південної кінцевої дороги I-17 до найпівденнішого перехрестя з петлею 202 шосе позначається як Марікопа. Ця назва також справедлива для I-17 від її південної кінцевої зупинки до кривої Дуранго на південь від Buckeye Road. Від петлі 202 на південь до східної кінцевої дороги I-8 на південний схід від Каса-Гранде шосе оголошено Меморіальним шосе Перл-Харбор. Департамент транспорту Арізони також має карти, на яких це показано як автостраду Марікопа, а Американська автомобільна асоціація та інші джерела вказують її як автостраду Піма. Назва останнього використовується на ділянці петлі 101 від петлі 202 до I-17.

### Нью-Мексико
У Нью-Мексико автомагістраль I-10 більш-менш повторює колишню трасу US Route 80 (US 80) через штат, хоча більшу частину старої US 80 було об'їдено в районі Бутіл у Західному Нью-Мексико та в окрузі Донья-Ана. I-10 проходить через три муніципалітети Південного Нью-Мексико регіонального значення перед перетином з I-25: Лордсбург, Демінг і Лас-Крусес. Більшість I-10 у Нью-Мексико, між виходом 24 і виходом 135, проходить одночасно з US 70.
У Лордсбурзі знаходиться західне перехрестя US 70 і конкурент; два шосе з'єднані аж до Лас-Крусес. Кілька виїздів між Лордсбургом і Демінгом призначені або для колишніх міст (включаючи Сепар, Квінсі та Гейдж), або міста взагалі відсутні.

### Texac
Від межі штату з Нью-Мексико (в Ентоні) до державного шосе 20 (SH 20) на заході Ель-Пасо, I-10 межує з фронтальними дорогами South Desert для смуг уздовж I-10 East (фактично прямує на південь) і North Desert для смуги вздовж I-10 West (на північ). Тоді міждержавна дорога не має фронтальних доріг протягом дев'яти миль (14 км), але повертає їх на схід від центру міста та зберігає їх для Клінта. На цій ділянці головними дорогами є Gateway East для східних смуг і Gateway West для західних смуг. Усі чотири передні дороги є вулицями з одностороннім рухом. Gateway East і Gateway West примітні, зокрема, тим, що TxDOT вільно використовує техаські розвороти на більшості підземних переходів I-10 на цій ділянці.
I-10 є західною кінцевою станцією для I-20, і дві дороги перетинаються в Scroggins Draw, приблизно за 41 милю (66 км) на південний захід від Пекоса, біля позначки 186 милі.
Невелика частина I-10 від петлі 1604 до центру Сан-Антоніо відома як Північно-західна швидкісна автострада або автострада Макдермотта, а інша частина від центру міста до петлі 1604 на схід називається Східною швидкісною автострадою або автострадою Хосе Лопеса. У центрі Сан-Антоніо вона збігається з I-35, а на більшій частині північно-західної частини міста — з US 87, яка починається в Комфорт, а потім повертає та прямує на схід від міста. Починаючи з Сан-Антоніо, він слідує більш прямим маршрутом US 90, іноді з невеликими збігами.

### Луїзіана
У Лейк-Чарльз, штат Луїзіана, кільцевий маршрут довжиною 13 миль (21 км), позначений як I-210, відгалужується від I-10 і проходить через південну частину міста. У Лафайєтт він служить південною кінцевою станцією I-49. Незабаром після цього між Лафайєттом і Батон-Ружем проходить 18-мильна (29-кілометрова) ділянка шосе, відома як болотна автострада Атчафалая, оскільки вона проходить через річку Атчафалая, через міст у басейні Атчафалая та прилеглі болота. Він перетинає річку Міссісіпі на мосту Горація Вілкінсона в Батон-Ружі. Батон-Руж на схід — це єдина частина I-10, яка по суті має одну смугу. Після перетину мосту Хораса Вілкінсона дві смуги від I-110 South зливаються з двома смугами I-10 East у три смуги, причому одна зі східних смуг швидко стає смугою лише для виїзду. Після затримок автомагістраль знову має чотири смуги, а I-10/I-12 розділяється. I-12 сполучає Батон-Руж зі Слайделлом і обходить південну дорогу I-10 через Новий Орлеан, залишаючись на північ від озера Пончартрейн. У Новому Орлеані ділянка I-10 від перехрестя I-10/I-610 поблизу лінії округу Орлеан-Джефферсон до US 90/U.S. Розв'язка Route 90 Business (US 90 Bus) відома як Швидкісна автострада Пончартрейн.

### Міссісіпі
I-10 у Міссісіпі проходить від лінії штату Луїзіана до лінії штату Алабама через округи Хенкок, Гаррісон і Джексон на узбережжі Мексиканської затоки. Він проходить через північні частини Галфпорту та Білоксі, проходячи на північ від Паскагули та затоки Сент-Луїс. Воно також проходить на південь від космічного центру НАСА Стенніс. Шосе приблизно паралельне US 90.

### Алабама
I-10 перетинає кордон з округом Джексон, штат Міссісіпі, і проходить через округ Мобіл на південному заході Алабами. У Мобілі I-10 є південною кінцевою станцією I-65. У центрі міста Мобіл I-10 проходить через один із небагатьох тунелів на шосе в Алабамі, тунель Джорджа Уоллеса під річкою Мобіл.

### Флорида
Більшість I-10 у Флориді проходить через деякі з найменш заселених районів штату. Велика частина I-10 на захід від I-295 у Джексонвіллі має лише чотири смуги.
У Джексонвіллі, як і в Арізоні, I-10 позначено як Меморіальне шосе Перл-Харбор. На більшій частині Флориди I-10 також є державною дорогою 8 (SR 8), хоча вона не підписана як така. (I-110 у Пенсаколі відомий як SR 8A.)

## Історія
Хоча шосе існувало ще в 1957 році, останньою ділянкою всього маршруту, яку було завершено, була ділянка автостради Папаго від обох розв'язок I-17 (включно з тунелем Дек Парк) у Фініксі, яка була відкрита в 1990 році.
Наприкінці 2000-х на міжштатній автомагістралі було здійснено багато проектів розширення. У Пенсаколі, Флорида, 3-мильну (4,8 км) ділянку I-10 було розширено до шести смуг у 2008 році. У Таллахассі, штат Флорида, у червні 2009 року було завершено будівництво проекту розширення приблизно 8-мильної (13-кілометрової) ділянки автомагістралі I-10 до шести смуг (у деяких місцях восьми). У Тусоні, штат Арізона, усі виїзди між Принс-роуд і 22-ю вулицею знову відкрилися після масштабного трирічного проекту благоустрою. I-10 було розширено з шести до восьми смуг, а також було побудовано сім мостів і підземних переходів для усунення заторів. I-10 від розв'язки I-8 у Каса-Гранде до Марани було розширено з чотирьох до шести смуг у другій половині 2007 року до завершення у 2009 році. Також в Арізоні, від Веррадо шлях у Бакая аж до Ейвондейл, Міжштатна автомагістраль була розширена наприкінці 2000-х і на початку 2010-х, додавши смугу смугу HOV між Естрелла-Паркуей у Гуд'їрі та трасі штату Арізона 101.
| Штат   | миль   | км     |
| ------ | ------ | ------ |
| CA     | 242,54 | 390,33 |
| AZ     | 392,33 | 631,39 |
| NM     | 164,27 | 264,37 |
| TX     | 879    | 1418   |
| LA     | 274,42 | 441,64 |
| MS     | 77,19  | 124,23 |
| AL     | 66,31  | 106,72 |
| FL     | 362,26 | 583    |
| Усього | 2460   | 3959   |

## Основні перетини
- I-405, Лос-Анджелес
- I-110, Лос-Анджелес
- I-5, Лос-Анджелес
- I-710, Лос-Анджелес
- I-605, Ель-Монте/Болдвін-Парк
- I-15, Онтаріо
- I-215, Сан-Бернардіно
- I-210, Редлендс
- I-17, Фінікс
- I-8, Каса-Гранде
- I-19, Тусон
- I-25, Лас-Крусес
- I-110, Ель-Пасо
- I-20, Кент
- I-410, Сан-Антоніо
- I-35 і I-37, Сан-Антоніо
- I-45, Х'юстон
- I-610, Х'юстон
- I-210, Лейк-Чарльз
- I-49, Лафаєтт
- I-110/I-12, Батон-Руж
- I-55, Лаплейс
- I-310, Кеннер
- I-610 та I-510, Новий Орлеан
- I-12 і I-59, Слайделл
- I-110, Білоксі
- I-65, Мобіл
- I-110, Пенсакола
- Таллахассі
- I-75, Лейк-Сіті
- I-295 та I-95, Джексонвілл